# 聖隷沼津病院
一般財団法人芙蓉協会聖隷沼津病院（いっぱんざいだんほうじんふようきょうかいせいれいぬまづびょういん）は、静岡県沼津市にある病院。運営は、社会福祉法人聖隷福祉事業団の関連団体である一般財団法人芙蓉協会。

## 沿革
- 1949年（昭和24年） 7月 - 芙蓉病院として発足
- 1957年（昭和32年） 2月 - 緑町病院と名称変更
- 1981年（昭和56年）10月 - 聖隷沼津病院と名称変更
- 1991年（平成 3年） 9年 - 健康診断センター落成

## 診療科
- 内科
- 循環器内科
- 小児科（NICU 11床）
- 産婦人科
- 外科
- 呼吸器外科
- 形成外科
- 整形外科
- 脳神経外科
- 泌尿器科
- 眼科
- 耳鼻咽喉科
- 皮膚科
- 放射線科
- てんかん外来

## 医療機関の指定等
- 健康保険医療機関
- 国民健康保険療養取扱機関
- 労災保険指定医療機関
- 結核指定医療機関
- 生活保護法指定医療機関
- 被爆者一般疾病指定医療機関
- 更生医療指定医療機関
- 母子保健法指定養育医療機関
- 特定疾患治療取扱病院
- 臨床研修病院
- 公害医療指定医療機関
- 身体障害者福祉法指定医療機関
- ISO9001:2008認証取得施設
- 二次救急指定病院
- 救急告示病院
- 船員の健康を証明する指定医療機関
- 小児慢性医療指定医療機関
- DPC対象病院

## 交通アクセス
- JR東海道線・御殿場線沼津駅南口9番のりばより、富士急シティバス東海道線941ららぽーと沼津行・944片浜駅行、東田子浦駅線943東田子浦駅行、富士通線949大諏訪経由富士通前行に乗車、「観音前」で下車徒歩3分。
- JR沼津駅1番のりばより、東海バスN45千本浜公園経由沼津港行に乗車、「聖隷病院入口」で下車徒歩2分。